# Dimitrie Loghin
Dimitrie Loghin (n. 13 octombrie 1910, Botești, România – d. 18 iulie 1982) a fost un pictor și profesor român.

## Biografie

Bustul lui Dimitrie Loghin, amplasat în Parcul Profesor Ioan Nemeș din Suceava

După terminarea cursurilor primare în satul natal se înscrie la Gimnaziul din comuna Liteni. Din clasa a V-a se transferă la Școala normală de învățători din Fălticeni, pe care o absolvă în 1929. In toamna aceluiași an se înscrie la Academia de Arte Frumoase din Iași, fiind admis, în urma examenelor susținute, în anul doi de studii, curs comun. Nedispunând de mijloace materiale care să-i permită terminarea studiilor, este nevoit să intre ca învățător la Școala primară din satul Achembet, comuna Șaba-Târg, județul Cetatea Albă (1930-1931).
Dar dorința de a continua, cu orice preț, drumul început al artelor plastice îl readuce în toamna anului 1931 la Academie, fiind reprimit în anul trei. Studiază pictura cu Ștefan Dimitrescu și apoi cu Nicolae Tonitza, influența celor doi maeștri resimțindu-se mai târziu în opera sa.
Atras de sculptură, lucrează, ca student, în anii trei și patru, în afara programului de studiu, în atelierul de sculptură al profesorului Ion Mateescu. Aici concepe și realizează bustul profesorului universitar Vasile Todicescu și al învățătorului Neculai Stoleru din Baia, lucrări apreciate de specialiști.
Din 1935, îmbrățișând cariera didactică (în primul an ca profesor la Liceul "A. T. Laurian" din Botoșani, apoi timp de 37 ani (1936-1973) la Liceul "Ștefan cel Mare" din Suceava), Dimitrie Loghin îmbina în chip fericit activitatea de dascăl cu cea de pictor, ajungând unul din cei mai apreciați profesori și un plastician de certă valoare. Ca profesor simte nevoia să se ocupe mai îndeaproape de elevii talentați, organizând în acest scop un cerc de artă plastică. Are astfel ocazia de a îndruma primii pași în artă ai unor viitori plasticieni de frunte: Vladimir Florea, Ion Grigore, Eugen Crasi, Filaret Oloieru ș.a.
In dorința de a impulsiona mișcarea artistica și a trezi interesul publicului pentru arta plastică, Dimitrie Loghin adună în jurul său pe artiștii amatori din Suceava și împrejurimi, organizează cu ei expoziții, publică articole în presa locală. In paralel conduce și secția de artă plastică a Școlii populare de artă (1958-1966). După înființarea Cenaclului U.A.P. Suceava, deține timp de cinci ani, funcția de secretar.
Intreprinde călătorii de documentare în U.R.S.S. - 1974 și în Ungaria - 1975. Prima sa apariție publică se consemnează în 1937, în Botoșani. Ca plastician lucrează mult și cu patimă, veșnic în criză de timp, veșnic în căutare de subiecte care să-i satisfacă setea de frumos, implicându-se total în actul artistic. Peisajul bucovinean devine o sursă inepuizabilă de inspirație.Iau naștere tablouri (în ulei, guașe, tempera, dar mai ales in acuarelă), pline de lirism, lucrate într-o manieră post impresionistă : "Iarnă în Suceava", "Peisaj de toamna", "Livadă în amurg" s.a. Legat prin toate fibrele ființei sale de orașul în care și-a petrecut cea mai mare parte a vieții, a înregistrat pe pânza o adevărată istorie a acestuia, fiind considerat, din acest punct de vedere, drept un cronicar : "Cetatea", Mirăuți-ctitoria lui Petru Mușat I", "Suceava veche", "Intrare în oraș", "Din Gara Burdujeni", "Case vechi", "Panoramic sucevean", "Șantier", Arhitectură nouă" ș.a.
In portret și in compoziții manifestă o mare grijă pentru expresie, recurgând la culoare pentru a fixa atmosfera și stările tensionale ale personajelor. A pictat flori încărcate de o suavă gingășie. Este numit de cronicarii de artă "peisagist", "florist", "portretist", opera sa însumând câteva mii de tablouri.
In sculptură, Dimitrie Loghin a lucrat în maniera realistă, folosind lemnul, ghipsul și teracota ca materiale de lucru. Portretele și basoreliefurile sale redau cu fidelitate trăsăturile esențiale ale modelului: "Cântăreața", "Cap de tânăr", "C.Porumbescu", "Portret de familie" ș.a.
"Fiind vremea să fie apreciată în ansamblu, opera lui Dimitrie Loghin, impune, înainte de orice, prin impresia de ceva definitiv și solid făcut. Urmează acuratețea execuției, plecând de la desen, considerat talent în stare pură și urcând spre culoarea cu gingășii odihnitoare și vibrații de un calm suveran, elaborate pe bază de griuri subtile și brunuri potolite. Aparent contemplativă, pictura sa e străbătuta de un fluid sentimental care o face prietenoasă, îndulcindu-i rigorile expresiei, așa precum asprimea pământului apare surdinizată de dulceața luminii" scrie Aurel Leon în prefața catalogului la Expoziția retrospectivă din Iasi, 1980. A fost membru al U.A.P.
Dimitrie Loghin are lucrări de pictură și sculptură la Muzeul județean Suceava, la Muzeul din Falticeni, în colecțiile unor instituții de cultură, în colecții particulare din țară și străinătate. Sensibilitatea deosebită a pictorului a fost exteriorizată și in poezii pline de simțire, publicate în diverse reviste și ziare:"Inmuguriri" (Fălticeni), "Luceafărul" (Sibiu), "Revista Bucovinei", "Bucovina literară", "Bucovina", "Suceava" (supliment al ziarului "Zori Noi"). In 1935 revista "Inmuguriri" îi publică o plachetă de versuri sub titlul "Colocviu trist". Neobosita sa activitate a fost răsplătita cu premii și distincții: Medalia muncii, 1960; Medalia muncii, 1965; Ordinul muncii, 1967; Gradația de merit ș.a. Prezent la toate expozițiile U.A.P. Suceava. Numeroase expozitii personale la Suceava (1937-1981), Câmpulung Moldovenesc, Fălticeni, Iași, Bacău, București, Cernăuți, Bistrița, Galați ș.a. Numit cetățean de onoare post-mortem al municipiului Suceava, (2003).